# Symphonie funèbre
La Symphonie funèbre est une symphonie en ut mineur écrite en 1792 par le compositeur Joseph Martin Kraus, et figurant sous le numéro VB 148 dans le catalogue thématique de Bertil van Boer.

## Histoire de l'œuvre
La symphonie est créée le 13 avril 1792 à la Riddarholmskyrkan de Stockholm (le lieu traditionnel d'enterrement des monarques suédois), pour le service funéraire du roi de Suède Gustave III.
Initialement intitulée Sorg Musik vid hogst salig hans Kongl. Mayst Konung Gustaf IIIs Bisattning, l'œuvre est rapidement connue sous le nom de Symphonie funèbre (au plus tard à partir de 1804).
Musicalement, la Symphonie funèbre entretient une relation étroite avec la Cantate funéraire (VB 42) exécutée le 14 mai 1792, composée sur un texte de Carl Gustav Leopold et selon les conventions de l'oratorio et des passions.
Cette musique funèbre en deux parties à la mémoire de Gustav III — comprenant une symphonie et une cantate — constitue le point culminant et la fin de la courte, mais culturellement brillante « époque gustavienne » du compositeur.

## Orchestration
L'instrumentation comprend deux hautbois, deux clarinettes, deux bassons, quatre cors, deux trompettes, timbales et cordes.
La symphonie privilégie principalement les registres graves.

## Structure
L'œuvre comprend quatre mouvements, dont le tempo général est plutôt lent.

### Premier mouvement
- Andante mesto : Ce mouvement introductif est solennellement soutenu par les timbales et les trompettes avec sourdine.

### Deuxième mouvement
- Larghetto : Le rythme particulier de ce deuxième mouvement le fait ressembler à une danse populaire dotée de grandes qualités mélodiques.

### Troisième mouvement
- Chorale : Le troisième mouvement consiste en une simple harmonisation à quatre voix du premier couplet de l'hymne protestant Nun lasst uns den Leib begraben (Låt oss thenna kropp begrafwa) de Michael Weiße (1531).

### Quatrième mouvement
- Adagio : Dans le finale, le choral est traité comme un mouvement de cantus firmus ainsi que comme une fugue (avec un sujet rythmiquement modifié). L'œuvre se termine par un retour des timbales de l'Andante mesto.